# Albatrossia pectoralis
Гренадер (Albatrossia pectoralis) — вид риб родини Макрусові.

## Будова
Має масивне тіло, широку голову і стрічкоподібну хвостову частину, що звужується. Сам хвостовий плавець практично ниткоподібний.
Морда незначно видається над верхньою щелепою, зуби на якій розташовані в два ряди, на нижній - в один.
Перший спинний плавник вузький і високий, має 7-9 променів, черевний також неширокий, має 7-8 променів. Другий спинний і анальний плавники низькі, довгасті, переходять в хвостовий, причому другий спинний плавець починається помітно раніше анального.
Луска сіро-коричнева, зі сталевим відливом, однотонна. Плавці, бічна лінія і нижня поверхня морди темніші. Луска легко опадає. Особини, що її не мають, світлі, з малюнком лускових кишень.
Розмір дорослого гренадера досягає 100 сантиметрів. Вага риби досягає трьох кілограм. Рибі притаманний чіткий статевий диморфізм, що полягає в перевазі самок за розмірами, в іншому ж особини зовні схожі.

## Спосіб життя
Основною їжею цього виду є ракоподібні (креветки, краби) і різні риби (анчоуси, минтай, бички та ін.), В раціон також входять головоногі і черви.
Особливістю способу життя гренадера є роздільне проживання самок і самців. Жіночі особини зазвичай ловляться на глибині 300-700 м, а чоловічі - нижче.

## Поширення та середовище існування
Гренадер мешкає в північній частині Тихого океану, будучи тут однією з найбільш численних і поширених глибоководних риб. Зустрічається від узбережжя острова Хонсю до мису Наварин, уздовж Командорських і Алеутських островів і біля узбережжя Північної Америки до Каліфорнійського півострова. Найбільш численний в Охотському морі біля берегів Камчатки і в водах північних Курильських островів. У 2010 році вчені вперше виловили особину гренадера біля Фолклендських островів. Поява ендемічного північноокеанского виду в південній частині Атлантики пояснили міграцією разом з глибоководними течіями.

## Практичне використання
М'ясо гренадера надзвичайно ніжне і смачне, білого кольору з легким рожевим відтінком, злегка солодке, нагадує креветок. Печінка його набагато більша і багатша жиром, ніж печінка тріски.
Гренадер практично не має специфічного рибного запаху. У його м'ясі досить великий вміст води, тому його м'ясо дуже ніжне. Готувати гренадера потрібно, не розморожуючи остаточно. З гренадера виходять дуже смачні супи, заливні страви, а також його можна смажити і тушкувати. Печінка і ікра гренадера вважається делікатесом.
Виловом цієї риби займаються такі країни, як Росія, Німеччина, Данія та Польща.